# شيخ غل (مقاطعة دورة)
شيخ غل (بالفارسية: شیخ گل) هي قرية تقع في قسم كشكان الريفي (مقاطعة دورة) في إيران. يقدر عدد سكانها بـ 122 نسمة بحسب إحصاء 2016.